# Рибейран-Гранди
Рибейран-Гранди (порт. Ribeirão Grande) — муниципалитет в Бразилии, входит в штат Сан-Паулу. Составная часть мезорегиона Итапетининга. Входит в экономико-статистический микрорегион Капан-Бониту. Население составляет 8292 человека на 2006 год. Занимает площадь 332,071 км². Плотность населения — 25,0 чел./км².

## Статистика
- Валовой внутренний продукт на 2003 составляет 103.500.261,00 реалов (данные: Бразильский институт географии и статистики).
- Валовой внутренний продукт на душу населения на 2003 составляет 13.137,89 реалов (данные: Бразильский институт географии и статистики).
- Индекс развития человеческого потенциала на 2000 составляет 0,705 (данные: Программа развития ООН).